# Битва за Валенсия-де-Алькантара
Битва за Вале́нсия-де-Алька́нтара — сражение в августе 1762 года в рамках Англо-испанской войны 1761—1763 годов между британскими и португальскими войсками под общим командованием Джона Бергойна с одной стороны и испанскими войсками с другой. В результате сражения 27 августа союзные войска захватили город Валенсия-де-Алькантара, что обезопасило Португалию от испанского вторжения.
В 1762 году испанцы начали вторжение в Португалию, являвшуюся в то время союзником Великобритании. Северный фланг испанской армии вторгся в Португалию из Галисии, пересек Дору и стал угрожать Порту, в то время как южный фланг пересек границу у Сьюдад-Родриго. Британцы отправили свои войска — в общей сложности около 8000 человек во главе с Джоном Бергойном, — чтобы помочь португальцам.
24 августа граф Вильгельм Липпе решил атаковать испанский город Валенсия-де-Алькантара, который был главной базой снабжения испанских войск. С этой целью он послал полковника Джона Бергойна во главе англо-португальского контингента из 2800 солдат (400 легких драгун, 6 британских пехотных рот, 11 португальских гренадерских рот, 2 гаубицы и 2 легких пушки). Бергойн пересек Тахо у Абрантеса. В Каштелу-ди-Види к Бергойну присоединились 100 португальских пехотинцев, 50 кавалеристов и около 40 вооруженных крестьян.
27 августа после марш-броска на 45 миль союзная армия атаковала и захватила город, застигнув врасплох испанский гарнизон. После захвата города войска Бергойна зачистили окрестности от испанских войск, захватив пленных, в том числе испанского генерала. Город был оставлен без повреждений и за это должен был заплатить выкуп в размере годовых налогов.
Эта маленькая победа подняла моральный дух португальцев, а Бергойна одарили большим алмазом и захваченными испанскими знаменами. Победа также остановила испанское вторжение в Португалию и внесла вклад в общую победу союзников. Два месяца спустя Бергойн вновь победил испанцев в битве при Вила-Велья.